# Shorne
Shorne es una parroquia civil y un pueblo del distrito de Gravesham, en el condado de Kent (Inglaterra).

## Geografía
Según la Oficina Nacional de Estadística británica, Shorne tiene una superficie de 13,21 km².

## Demografía
Según el censo de 2001, Shorne tenía 2485 habitantes (49,3% varones, 50,7% mujeres) y una densidad de población de 188,12 hab/km². El 16,18% eran menores de 16 años, el 76,98% tenían entre 16 y 74 y el 6,84% eran mayores de 74. La media de edad era de 43,56 años. Del total de habitantes con 16 o más años, el 19,2% estaban solteros, el 66,97% casados y el 13,83% divorciados o viudos.
El 95,94% de los habitantes eran originarios del Reino Unido. El resto de países europeos englobaban al 1,13% de la población, mientras que el 2,94% había nacido en cualquier otro lugar. Según su grupo étnico, el 95,82% eran blancos, el 0,52% mestizos, el 3,3% asiáticos, el 0,12% negros, el 0,12% chinos y el 0,12% de cualquier otro. El cristianismo era profesado por el 81,21%, el budismo por el 0,12%, el hinduismo por el 0,4%, el judaísmo por el 0,12%, el islam por el 0,24%, el sijismo por el 2,61% y cualquier otra religión por el 0,16%. El 9,17% no eran religiosos y el 5,95% no marcaron ninguna opción en el censo.
1202 habitantes eran económicamente activos, 1162 de ellos (96,67%) empleados y 40 (3,33%) desempleados. Había 1028 hogares con residentes y 11 vacíos.